# 5 cm KwK 39

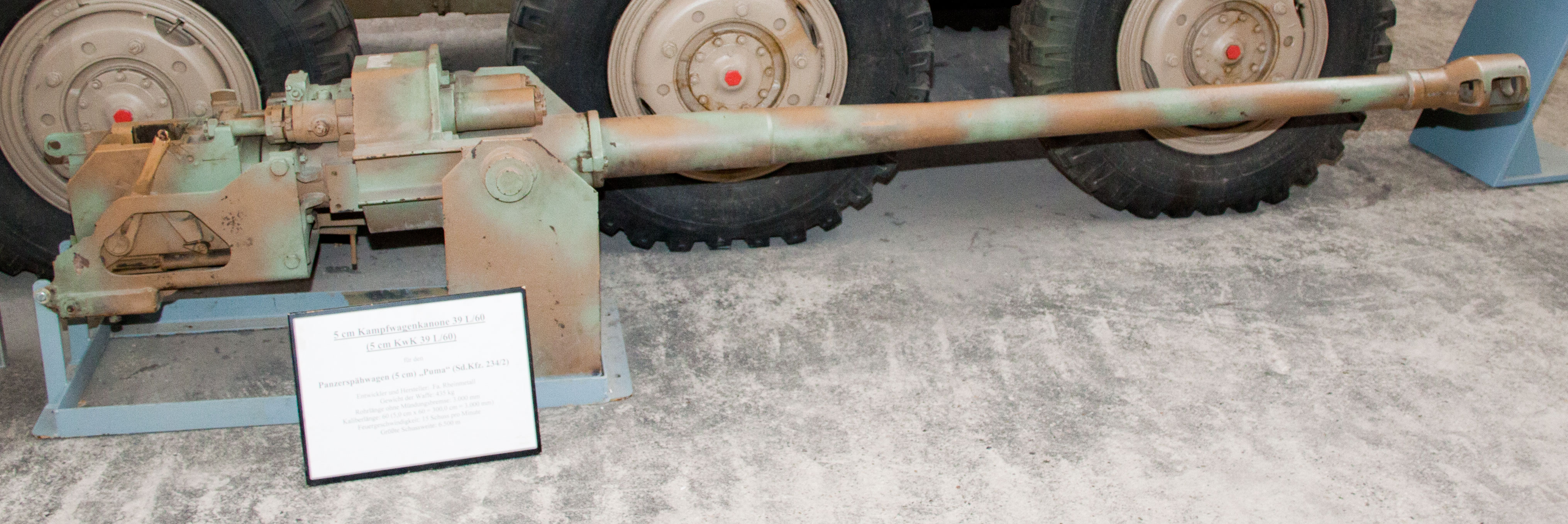
5 cm KwK 39 lắp trên xe bọc thép Sd. Kfz. 234/2 Schwerer Panzerspähwagen "Puma"

5 cm KwK 39 L/60(5 cm Kampfwagenkanone 39 L/60) là tên một loại pháo với cỡ nòng 5 cm do quân đội Đức thiết kế và phát triển và được sử dụng làm vũ khí chính cho tăng Panzer III trong khoảng từ năm 1941-1942. Khẩu pháo tăng này tỏ ra mạnh hơn khi đối đầu với các loại tăng với tốc độ cao của quân đội Anh và tăng hạng nhẹ M3 Stuart của Mỹ. Tuy nhiên khi đối đầu với pháo chính của tăng T-34 và KV-1 thì nó lại tỏ ra yếu hơn và nhanh chóng bị thay thế bởi pháo 7.5 cm KwK 37. Loại pháo này có thể bắn ra đạn HEAT. Pháo 5 cm KwK 39 L/60 được lắp ráp trên xe bọc thép Puma. Phiên bản PTHCT kéo tời có tên là 5 cm PaK 38.

## Loại đạn sử dụng
- PzGr (đạn xuyên giáp)
- PzGr. 39 (đạn xuyên giáp với đầu đạn nhọn)
- PzGr. 40 (đạn xuyên giáp với hỗn hợp cứng)
- PzGr. 40/1 (đạn xuyên giáp với hỗn hợp cứng)
- 5 cm Sprgr.Patr.38 (đạn nổ)

## Các loại xe tăng sử dụng
- Panzerkampfwagen III (Sd. Kfz. 141/1) đời Ausf. J đến M (theo số sê-ri sản xuất).[1] Một vài mẫu đời trước được trang bị lại.
- Sd. Kfz. 234/2 Schwerer Panzerspähwagen "Puma"

## Phiên bản sử dụng trên máy bay
- Pháo BK 5 hạng nặng